# U Lyrae
U Lyrae är en pulserande variabel av Mira Ceti-typ (M) i stjärnbilden Lyran. 
Stjärnan varierar mellan visuell magnitud +8,3 och 13,5 med en period av 451,72 dygn.